# Урош Николић
Урош Николић (Крагујевац, 24. април 1987) је српски кошаркаш. Игра на позицијама крилног центра и центра, а тренутно наступа за Раднички из Крагујевца.

## Биографија

### Балкан
Урош је рођен у Крагујевцу, а одрастао је у Баточини где је завршио основну школу.
Прве кошаркашке кораке направио је у Баточини, у кошаркашком клубу Слога. Потом је прешао у крагујевачку Заставу, да би из Заставе 2002. године отишао у вршачки Хемофарм. После четири године играња за млађе категорије Хемофарма, прешао је у београдску Мега Исхрану 2006. године.
Након три године проведене у Мега Исхрани отишао је у Словенију, где је наступао за Крку. Са Крком је 2010. године постао шампион Словеније. Након једне сезоне проведене тамо, вратио се у Србију, у екипу Црвене звезде. У првој сезони је добро играо и био међу најбољим играчима, док је другу сезону углавном провео на клупи.
Николић је 2012. године потписао за македонски МЗТ. У македонском клубу је одиграо 24 утакмице и просечно бележио 6,6 поена и 3,9 скокова. У марту је објављено да ће током Кошаркашке лиге Србије наступати за Раднички Крагујевац. У јулу 2013, потписао је уговор са Игокеом, са којом је играо финале купа Босне и Херцеговине у коме је Игокеа поражена у неизвесној завршници од Широког са 77:76. Након завршетка Регионалне лиге у којој је бележио просечно 8 поена и имао 2,4 скокова, прешао је у пољски Туров.

### Пољска
За Туров је наступао током плеј-офа и помогао им да постану прваци Пољске. У плеј-офу је одиграо седам утакмица и просечно је бележио 4,1 поен за 9,15 минута проведених на паркету. У јануару је прешао у Вилки Морскије Шчећин. Урош је одиграо 14 утакмица, а на терену је проводио просечно 29 минута и бележио 13,6 поена по утакмици. Екипа је заузела 13 место од 16 екипа. И у сезони 2015/16 је играо за Вилки Морскије Шчећин, одигравши 31 утакмицу. На пакрету је проводио просечно проводио 13 минута и постизао 5,5 поена по утакмици. У односу на прошлу сезону, успели су да се пласирају у плеј-оф пошто су завршили на 6. месту где су елиминсани са 3:1 у победама КК Анвила.
У новембру 2016. године вратио се у Туров. Играо је 25 утакмица и просечно бележио 7,5 поена за 17 минута, али то није било довољно да се клуб пласира у плеј-оф пошто су заузели 10 место.

### Швајцарска и Белгија
Крајем октобра 2017. године, потписао је за швајцарски Монте. За клуб је одиграо 25 утакмице, на терену проводио 31 минут и бележио просечно 16 поена по утакмици. То ипак није било довољно да се одбрани трофеј првака швајцарске пошто су поражени у четвртфиналу плеј-офа.
На крају сезоне, 14. јуна 2018. године потписао је за белгијски Монс-Ено. Након једне сезоне враћа се у Швајцарску где је у педиоду од 2019. до 2022. године наступао за Веве Ривијера баскет, Лугано тајгерсе и Фрибур Олимпик.
У јулу 2023. године потиписао је једногодишњи уговор са Радничким и након десет година вратио се у српску кошарку.

### Репрезентација
Са младом кошаркашком репрезентацијом Србије 2007. године постао је шампион Европе, на првенству одиграном у словеначкој Горици.

## Успеси
- 2003. године друго место на првенству Војводине за кадете са Хемофармом
- 2003. године треће место на првенству Србије за кадете са Хемофармом
- 2004. године прво место на првенству Војводине за кадете са Хемофармом
- 2004. године треће место на првенству Србије за кадете са Хемофармом
- 2004. године друго место на првенству Војводине за јуниоре са Хемофармом
- 2007. године прво место на првенству Европе за младе са младом кошаркашком репрезентацијом Србије
- 2010. године прво место у првенству Словеније са Крком из Новог Места
- 2014. године прво место у првенству Пољске са Туровом из Згожелеца